# Intel 8089
Intel 8089 био је улазно/излазни копроцесор доступан за употребу са централним процесором 8086/8088. Најављен је маја 1979, али цена тада није била доступна.  Користио је исту технику програмирања као и 8087 за улазно/излазне операције, као што је пренос података из меморије на периферни уређај, и на тај начин смањио оптерећење процесора. Овај I/O процесор је био доступан јула 1979. за 194,20 америчких долара у количинама од 100 или више. 
Будући да га IBM није користио у дизајну IBM рачунара, није постао познат; каснији I/O-копроцесори нису задржали ознаку x89 онако како су математички копроцесори задржали ознаку x87. Коришћен је у Apricot рачунару и Intel Multibus iSBC-215 контролеру тврдог диска.  Такође је коришћен у вишекорисничком рачунару Altos 586.  Intel је сам користио 8089 у својим референтним дизајном (који су такође комерцијализовали) као System 86. 

## Периферне јединице
- Intel 8282/8283: 8-битна реза
- Intel 8284: генератор сата
- Intel 8286/8287: бидирекциони 8-бит драјвер. Обе верзије Intel-a I8286/I8287 (индустријске класе) биле су доступне по цени од 16,25 америчких долара у количинама од 100. [6]
- Intel 8288: контролер магистрале
- Intel 8289: арбитар сабирнице